# آي كالاباندا آيت ماي هوموورك (فلم)
آي كالاباندا آيت ماي هوموورك (بالإنجليزية: A Kalabanda Ate My Homework)، هُو فيلم أنيمايشن أوغندي صدر سنة 2017 وأخرجه رايموند مالينغا.

## وصلات خارجية
- آي كالاباندا آيت ماي هوموورك  في قاعدة بيانات الأفلام على الإنترنت (بالإنجليزية)